# بیکوو (شهرستان شیپونوفسکی، سرزمین آلتای)
بیکوو (به لاتین: Bykovo) یک منطقهٔ مسکونی در روسیه است که در سرزمین آلتای واقع شده‌است.